# Compsocryptus melanostigma
Compsocryptus melanostigma là một loài tò vò trong họ Ichneumonidae.